# Torres (Brazília)
Torres egy község (município) Brazíliában, Rio Grande do Sul állam keleti sarkában. Északkeleten Santa Catarina állam, délkeleten az Atlanti-óceán határolja. 2021-ben népességét 39 381 főre becsülték; nyáron ez a szám 300 000-re is nőhet a turisták miatt.
Nevét (torres = tornyok) a tengerparton magasodó, vulkáni eredetű bazalttornyoknak köszönheti (Morro do Farol, Morro das Furnas, Morro da Guarita), melyek különleges szépséget kölcsönöznek az egyébként monoton dél-brazil óceánpartnak.

## Története
A 16. század végéig carijó indiánok éltek itt; számuk a fehér ember érkezésével lehanyatlott, egykori jelenlétüket ma csak az archeológiai emlékek (például kagylóhalmok – sambaqui) idézik. Az első európai felderítő valószínűleg João de Lisboa volt, aki 1514-ben fedezte fel a partvidéket. 1773-ban őrhelyet alapítottak itt, és 1801-ben Manoel Ferreira Porto őrmestert nevezték ki élére; őt tartják Torres megalapítójának. 1815-ben jóváhagyást kapott José Caetano da Silva Coutinho püspöktől, hogy templomot építsen. 1818-ban Alegre márkija engedélyt adott egy falu megalapítására, mely 1820-ban jött létre. 1832-ben a helyet São Domingos das Torres néven Santo Antônio da Patrulha, majd az abból kiváló Osório (akkori nevén Conceição do Arroio) község kerületévé nyilvánították. 1878-ban függetlenedett São Domingos das Torres néven, 1887–1890 között ismét Osório kerülete volt, majd 1890-ben visszakapta függetlenségét Torres néven.
A 19. század végén a bazalttornyokat fel akarták robbantani, hogy kikötőt hozzanak létre a parton; egyiket el is pusztították, és több másikat is részlegesen felrobbantottak, de végül letettek a tervről, és ehelyett Rio Grande kikötőjét építették ki.
A turizmus már az 1910-es években elkezdődött; ebben úttörő szerepet vállalt José Antônio Picoral kereskedő és iparos, aki fellendítette a gazdaságot, létrehozta a tengerparti üdülőhelyeket, szállókat és fürdőházakat épített.
Az 1980-as évekig Torres hét kerületből állt, 1988–1995 között négy kivált belőle és önálló községekként függetlenedett (Três Cachoeiras, Três Forquilhas, Dom Pedro de Alcântara, Mampituba), egy (Morro Azul) pedig Três Cachoeiras kerülete lett. A 21. század elején két kerületből áll: Torres (székhely) és Glória.

## Leírása
Rio Grande do Sul egyetlen óceánparti községe, ahol a strandon dombok, sziklák vannak; egyesek szerint az állam legszebb partvidéke. Itt található a 350 hektáros Guarita állami park. A morrók a geológusok szerint a Geral-hegység részét képezik, és 180–200 millió évvel ezelőtt jöttek létre vulkanikus tevékenység folytán.

## Képek

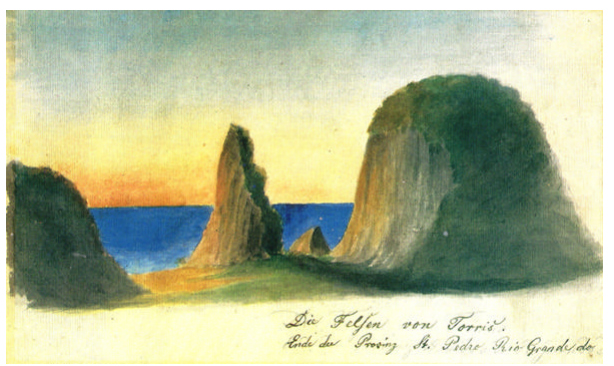
Wendroth festménye a bazalttornyokról, 1852
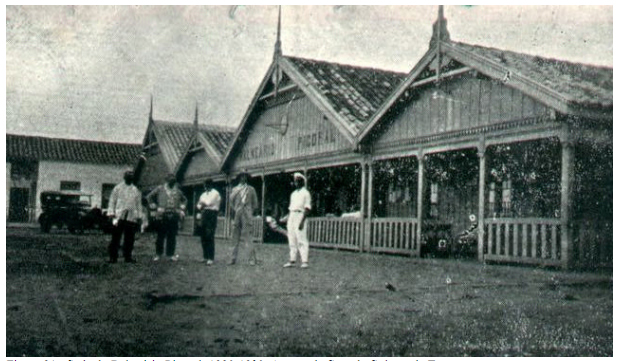
A Picoral-fürdőházak 1920 körül
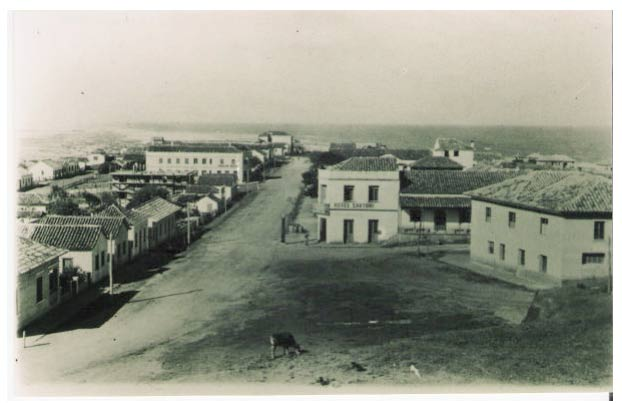
A település 1930 körül
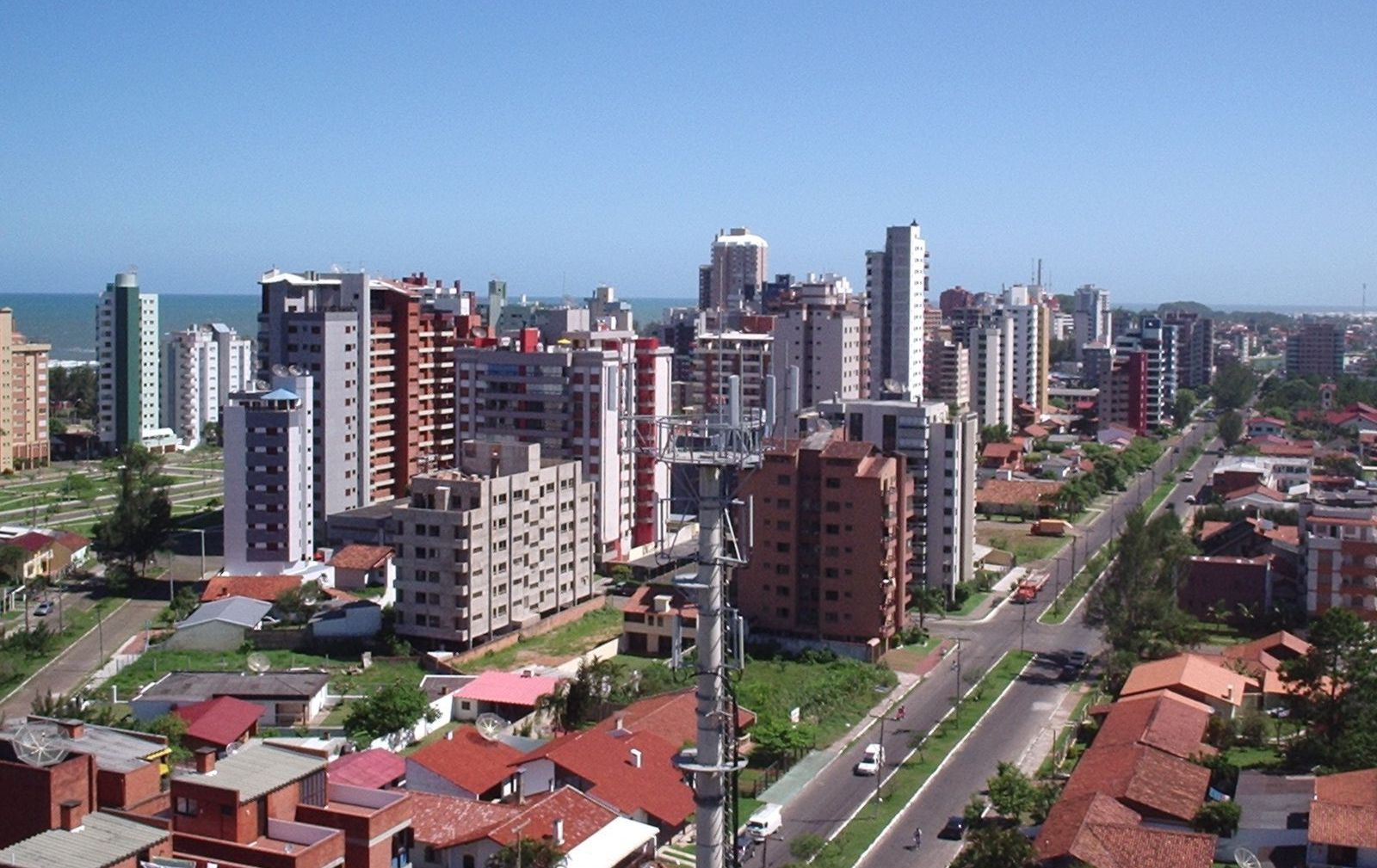
A település napjainkban
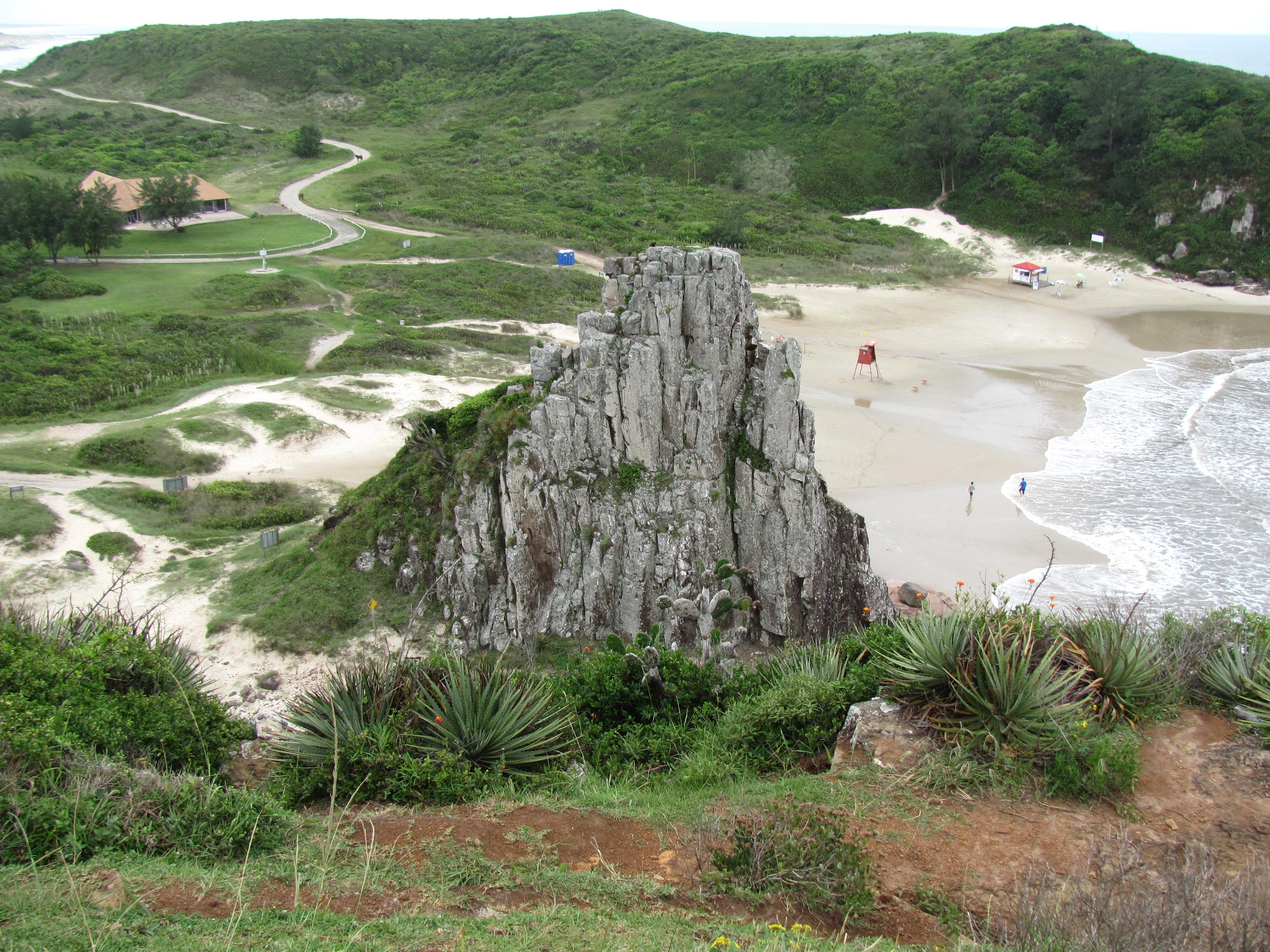
Guarita park